# Tise
Tise is een plaats in de Deense regio Noord-Jutland, gemeente Brønderslev. De plaats telt 252 inwoners (2008).